# Flarnlav
Flarnlav (Hypocenomyce scalaris) är en lavart som först beskrevs av Erik Acharius, och fick sitt nu gällande namn av Maurice Gustave Benoit Choisy. Flarnlav ingår i släktet Hypocenomyce, och familjen Ophioparmaceae. Arten är reproducerande i Sverige.

## Bildgalleri

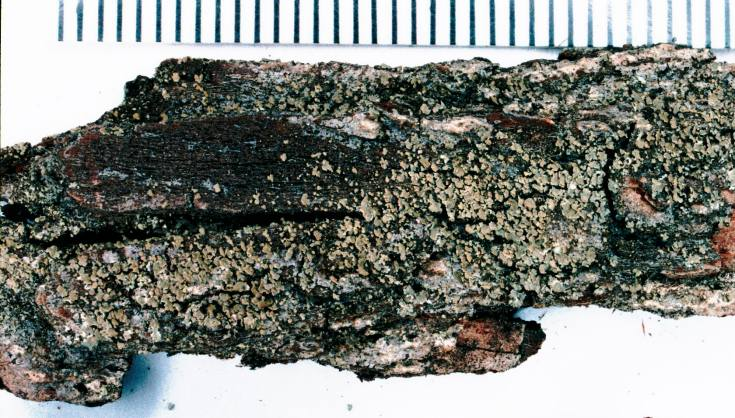
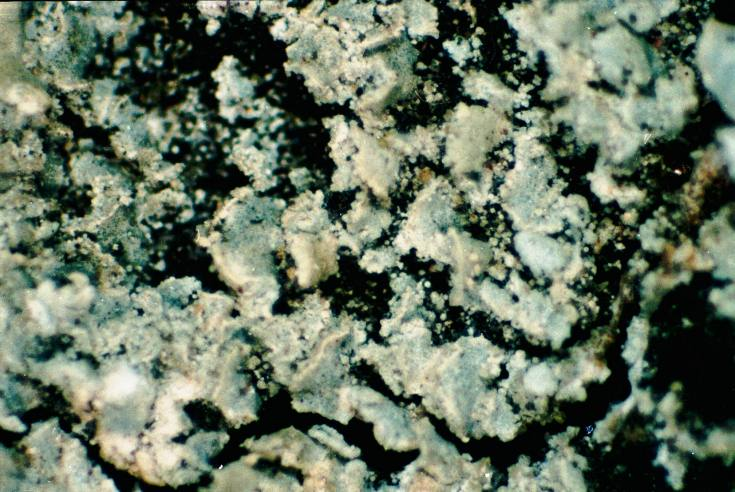
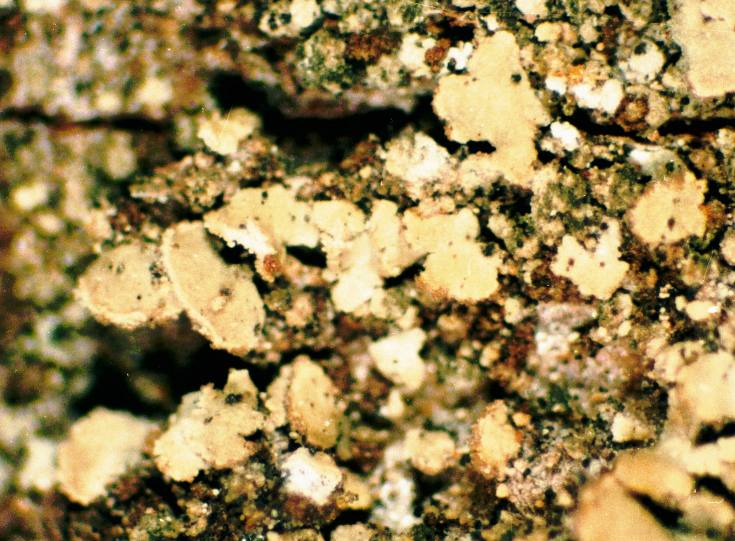
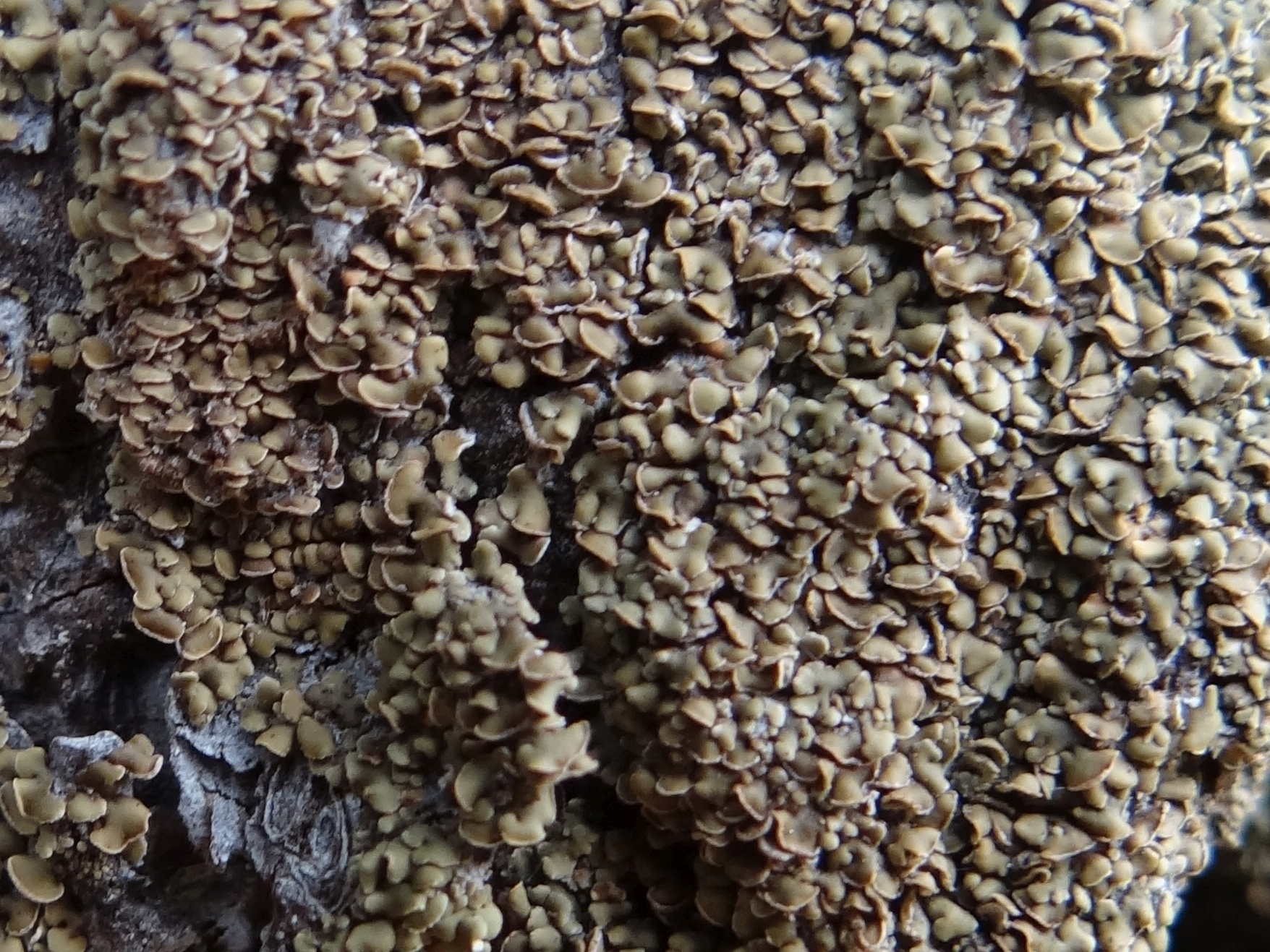